# Země (územní jednotka)
Země je v některých evropských státech označení pro existující či historické vyšší územní jednotky zpravidla většího rozsahu a vybavené velkou mírou samosprávy nebo přímo autonomií (vlastním parlamentem, vládou, legislativou apod.). Stát se pak zpravidla z takových zemí skládá i administrativně.  
V řadě států se pro obdobné správní celky užívají jiné pojmy stejného významu, např. ve Švýcarsku kantony, ve Španělsku autonomní společenství, někde provincie (v Kanadě, v Jihoafrické republice), někde svazový/spolkový stát nebo stát unie/federace (často uváděný jen jako „stát“), např. v USA, Indii, Brazílii, Malajsii nebo Austrálii. V Ruské federaci se celky na této úrovni nazývají republiky (nejsou však skladebné – nepokrývají celé území státu), na republiky se členila i Jugoslávie. 

## Příklady

### Současné
- Německé spolkové země
- Rakouské spolkové země
- Země Spojeného království

### Historické
- Korunní země Habsburské monarchie
- České země
- Země v Československu